# Edición SUD de la Biblia
La edición SUD de la Biblia es una versión de la Biblia hecha por La Iglesia de Jesucristo de los Santos de los Últimos Días (IJSUD). El nombre oficial de esta edición de la Biblia es Santa Biblia: Reina-Valera 2009. Esta versión popularmente llamada en español edición SUD (Santos de los Últimos Días) o en su equivalente en inglés LDS edition (Latter-day Saints) incluye pies de página, índices y resúmenes que concuerdan con la doctrina de la IJSUD. La edición SUD de la Biblia es la edición oficial establecida para los miembros de la IJSUD.

## Edición SUD
En septiembre de 2009, La IJSUD publicó la Santa Biblia: Reina-Valera 2009, cuya base textual es la edición bíblica de la  Reina-Valera de 1909. A esta edición (1909), se le hicieron algunas actualizaciones muy conservadoras en cuanto a gramática y vocabulario en desuso (uso de arcaísmos). Se eligió la RVR 1909 debido a su reconocimiento referente a la calidad de traducción y a la disponibilidad de los derechos de autor. La edición SUD fue preparada y revisada por un equipo de traductores, Autoridades Generales, Setentas de Área, eruditos de la Biblia y miembros de la Iglesia. La supervisión del proyecto de edición SUD de la Biblia en español estuvo a cargo de Jay E. Jensen y Lynn A. Mickelsen.
En esta edición SUD de la Biblia, cada capítulo en el comienzo incluye un párrafo con un resumen del capítulo desde la perspectiva de la IJSUD. Incluye además notas explicativas a los pies de página, donde se explican términos y frases, además de mostrar referencias a la GEE (Guía para el Estudio de las Escrituras) y a todos los libros canónicos de la iglesia, a saber, la Biblia, El Libro de Mormón, el libro de Doctrina y Convenios, y la Perla de Gran Precio. La edición SUD además posee referencias, en los a pies de página y en su apéndice, a la revisión de la Biblia hecha por Joseph Smith. Junto a ello, el apéndice incluye una guía de referencias de la Biblia (con temas del Evangelio, lugares y personas), mapas y fotos a color de Tierra Santa.

## LDS edition
En 1979, la IJSUD publicó su primera versión de la Biblia en inglés. Thomas S. Monson era director del comité encargado de la publicación. La base textual es de la Biblia del rey Jacobo, pero sin los libros deuterocanónicos. Al igual que la edición SUD, la LDS edition tiene en cada capítulo, al comienzo, un párrafo que resume el capítulo; pies de página muestran referencias a los otros libros canónicos de la iglesia; referencias a pie de página y fragmentos de la revisión de la Biblia hecha por Joseph Smith; fotos y mapas bíblicos a color. A diferencia de la edición en español, la LDS edition posee un diccionario de la Biblia y un índice.

## Edición Portuguesa de Almeida
En 2015, la iglesia SUD publicó una nueva edición de la Biblia en idioma portugués, una revisión  de la edición editada y corregida de 1914 de la traducción de João Ferreira de Almeida. Esta versión ha sido lanzada inicialmente vía electrónica, y está disponible de forma impresa desde marzo de 2016.

## Otros idiomas
Hasta el año 2015, la IJSUD no ha publicado traducciones bíblicas en idiomas distintos al inglés, español y portugués. En esos casos, la IJSUD ha aprobado el uso de otras versiones distintas a la oficial para sus reuniones y clases.